# Egej, Turčija
Egej je pokrajina v Turčiji, ki se nahaja ob Egejskem morju meji na pokrajine Marmara na severu, Sredozemlje na jugu in jugovzhodu ter na Osrednjo Anatolijo na vzhodu. 

## Province
- Afyonkarahisar (provinca)
- Aydın (provinca)
- Denizli (provinca)
- İzmir (provinca)
- Kütahya (provinca)
- Manisa (provinca)
- Muğla (provinca)
- Uşak (provinca)